# Nazionale maschile under 19 di football americano della Cina
La nazionale di football americano Under-19 della Cina è la selezione maschile di football americano che rappresenta la Cina nelle varie competizioni ufficiali o amichevoli riservate a squadre nazionali Under-19.

## Risultati
Legenda: Grassetto: Risultato migliore, Corsivo: Mancate partecipazioni

## Dettaglio stagioni

### Tornei

#### Campionato mondiale
| Stagione | regular season | regular season | regular season | regular season | regular season | regular season | playoff | playoff | playoff | playoff | playoff | playoff   | playoff    |
|          | Vin            | Par            | Per            | Tot            | PF             | PS             | Vin     | Per     | Tot     | PF      | PS      | risultato | avversaria |
| -------- | -------------- | -------------- | -------------- | -------------- | -------------- | -------------- | ------- | ------- | ------- | ------- | ------- | --------- | ---------- |
| 2016     | 0              | 0              | 2              | 2              | 0              | 146            |         |         |         |         |         |           | Australia  |
| Totale   | 0              | 0              | 2              | 2              | 0              | 146            |         |         |         |         |         |           |            |

Fonte: idrottonline.se

### Riepilogo partite disputate
| Anno | Luogo  | Evento   | Fase del torneo | Incontro         | Risultato |
| 2016 | Harbin | Mondiale | Girone          | Cina - Australia | 0 - 72    |
| 2016 | Harbin | Mondiale | Girone          | Australia - Cina | 74 - 0    |

## Confronti con le altre nazionali
Questi sono i saldi della Cina nei confronti delle nazionali incontrate.

### Saldo negativo
| Nazionale | Giocate | Vinte | Pareggiate | Perse | PF | PS  | Ultima vittoria | Ultimo pari | Ultima sconfitta |
| --------- | ------- | ----- | ---------- | ----- | -- | --- | --------------- | ----------- | ---------------- |
| Australia | 2       | 0     | 0          | 2     | 0  | 146 | -               | -           | 2016             |